# Provincia di Elías Piña
Elías Piña è una delle 32 province della Repubblica Dominicana. Il suo capoluogo è Comendador.

## Geografia antropica

### Suddivisioni amministrative
La provincia si suddivide in 6 comuni e 7 distretti municipali (distrito municipal - D.M.):
- Comendador, capoluogo provinciale
  - Guayabo (M.D.)
  - Sabana Larga (M.D.)
- San Francisco de Bánica
  - Sabana Cruz (M.D.)
  - Sabana Higüero (M.D.)
- El Lano
  - Guanito (M.D.)
- Hondo Valle
  - Rancho de la Guardia (M.D.)
- Juan Santiago
- Pedro Santana
  - Río Limpio (M.D.)